# Uttarakhand

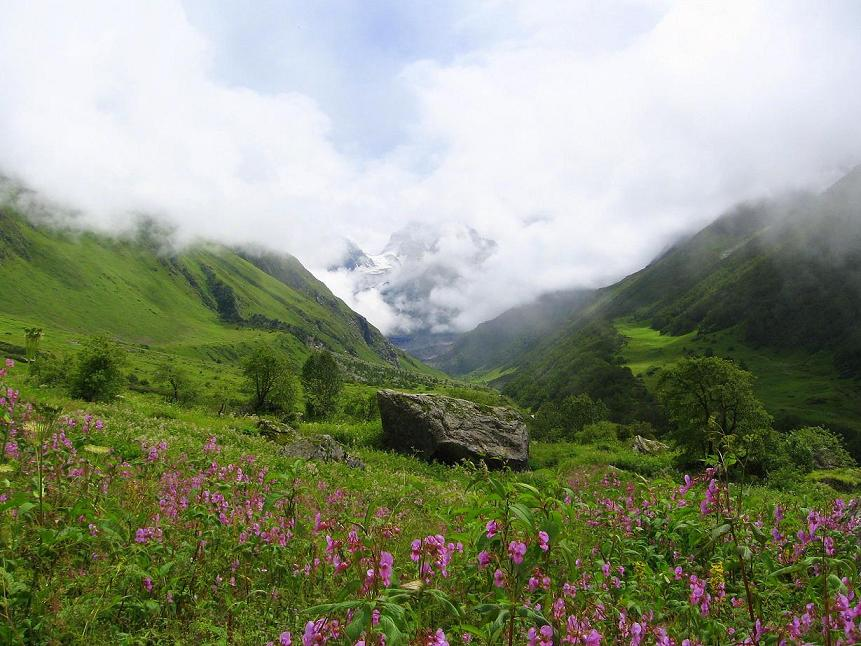
Valley of Flowers National Park

Uttarakhand (în hindi Țara de Nord), între 2000 și 2006 - Uttaranchal, este un stat din nordul Indiei. Este deseori numit „Devabhumi" (literal „Tărâmul Zeilor") datorită numeroaselor temple hinduiste și centre de pelerinaj. Uttarakhand este cunoscut pentru natura din Himalaya, din regiunile Bhabar și Terai. Se învecinează cu Regiunea Autonomă Tibet a Chinei la nord, cu Nepalul la est și cu statele federale indiene Uttar Pradesh și Himachal Pradesh la sud și la vest. Statul cuprinde două diviziuni, Garhwal și Kumaon, împreună având 13 districte. Capitala de iarna a Uttarakhandului este Dehradun, care este și cel mai mare oraș al statului. Gairsain, un oraș din districtul Chamoli, este capitala de vară a statului.

Harta topografică a Uttarakhandului

În perioada pre-britanică teritoriul statului era împărțit între regatele Kumaon și Garhwal. Uttarakhand a luat ființă ca stat federal aparte în 2000, când ținuturile sale predominant muntoase au fost separate de restul statului Uttar Pradesh.

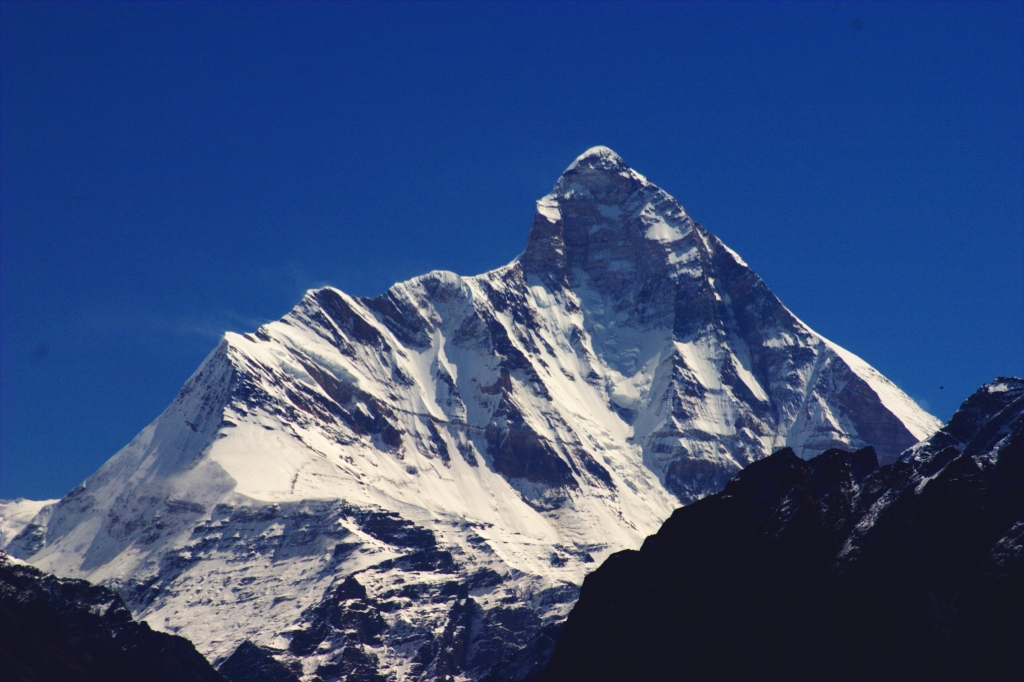
Cu 7816 m Nanda Devi este al doilea munte ca înălțime din India

Limba oficială este hindi, vorbită de 43% din populație (concentrată în primul rând la sud) și folosită în restul statului în calitate de lingua franca. În plus sanscrita a fost declarată a doua limbă oficială. Alte două limbi majore sunt garhwali, vorbită de 23% din populație mai ales în vestul statului, și kumaoni, folosită în jumătatea de est de către 20% din populație. O mare parte a locuitorilor aparțin castei Kșatriya.